# Instituto Superior de Economia e Gestão
Das Instituto Superior de Economia e Gestão (dt.: Hochschule für Wirtschaft und Management) ist eine wirtschaftswissenschaftliche Hochschule in Portugal. Sie liegt in der Lissabonner Innenstadtgemeinde Estrela und ist organisatorisch eine der sieben Fakultäten der Universität Lissabon. 2024 studierten dort über 4500 Studenten aus 70 Ländern.

## Geschichte
Im Jahr 1759 wurde die Wirtschaftsschule Aula do Comércio (dt.: Wirtschafts-Schulstunden) in Lissabon gegründet und 1844 der Oberschule Liceu de Lisboa angegliedert. Sie hieß dort Escola de Comércio (dt.: Wirtschaftsschule). 1869 fusionierte das bisherige Instituto Industrial de Lisboa mit der Escola de Comércio zum Instituto Industrial e Comercial de Lisboa (dt.: Industrie- und Wirtschaftsinstitut von Lissabon). 1884 wurde dort der Wirtschafts-Hochschullehrgang Curso Superior de Comércio eingeführt.
1911 entstand das Instituto Superior Técnico durch Zusammenführung verschiedener Hochschullehrgänge, darunter einige Fachbereiche des bisherigen Instituto Industrial e Comercial de Lisboa, das aufgelöst wurde, und dessen verbliebenen Fachbereiche der Gründung des neuen Instituto Superior do Comércio (dt.: Wirtschaftshochschule) dienten. 1930 wurde dann die Technische Universität Lissabon (Universidade Técnica de Lisboa) gegründet, durch Zusammenführung des Instituto Superior do Comércio mit der Veterinärmedizinischen Hochschule Faculdade de Medicina Veterenária, der Agrarwissenschaftlichen Hochschule Instituto Superior de Agronomia, und dem Instituto Superior Técnico (später kamen weitere Hochschulen dazu). Die Wirtschaftsfakultät erhielt die Bezeichnung Instituto Superior de Ciências Económicas e Financeiras (dt.: Hochschule für Wirtschafts- und Finanzwissenschaften).
1972 wurde die Fakultät in Instituto Superior de Economia umbenannt. Seit 1990 heißt sie Instituto Superior de Economia e Gestão (ISEG).
Sie hat sich dem Bologna-Prozess angeschlossen.

## Struktur

### Fachbereiche
Das ISEG unterhält vier Fachbereiche:
- Economia (Wirtschaft)
- Gestão (Management)
- Ciências Sociais (Sozialwissenschaften)
- Matemática (Mathematik)

### Forschungszentren
Am ISEG bestehen zehn Forschungszentren:
- ADVANCE - Centro de Investigação Avançada em Gestão (Forschungszentrum Höheres Management)
- CEGE - Centro de Estudos de Gestão (Management-Studienzentrum)
- CEMAPRE - Centro de Matemática Aplicada à Previsão e Decisão Económica (Zentrum für angewandte Mathematik in wirtschaftlicher Planung und Entscheidung)
- CEsA - Centro de Estudos sobre África e do Desenvolvimento (Studienzentrum Afrika und Entwicklung)
- CIEF - Centro de Investigação de Economia Financeira (Finanzwirtschaftliches Forschungszentrum)
- CIRIUS - Centro de Investigação Regional e Urbana (Zentrum für regionale und städtische Forschung)
- CISEP - Centro de Investigação sobre Economia Portuguesa (Forschungszentrum zur portugiesischen Wirtschaft)
- GHES - Gabinete de História Económica e Social (Abteilung für Wirtschafts- und Sozialgeschichte)
- SOCIUS - Centro de Investigação em Sociologia Económica e das Organizações (Forschungszentrum Gesellschafts-Ökonomie und Organisationen)
- UECE- Unidade de Estudos sobre a Complexidade na Economia (Studieneinheit zur Wirtschaftskomplexität)

### Publikationen
Das ISEG brachte von 1993 bis 2005 die Zeitschrift Estudos de Gestão (dt.: Management-Studien) heraus. Seit 2002 veröffentlicht es Artikel zu seinen Studienergebnissen und anderen Themen in seinem Portuguese Economic Journal und unterhält seit 1995 zudem das Portuguese Journal of Management Studies, das über eine Stiftung des Wirtschaftsministeriums mitfinanziert wird.